# A Gudiña
A Gudiña település Spanyolországban, Ourense tartományban. A Gudiña Riós, Castrelo do Val, Vilariño de Conso, Viana do Bolo, A Mezquita és Vinhais községekkel határos. Lakosainak száma 1186 fő (2024).

## Népesség
A település népessége az elmúlt években az alábbi módon változott:
| Lakosok száma | 1708 | 1625 | 1583 | 1584 | 1506 | 1461 | 1360 | 1254 | 1180 | 1186 |
|               | 2001 | 2004 | 2007 | 2009 | 2012 | 2014 | 2017 | 2019 | 2022 | 2024 |